# Аркур
Аркур (фр. Harcourt) насеље је и општина у северној Француској у региону Горња Нормандија, у департману Ер која припада префектури Берне.
По подацима из 2011. године у општини је живело 968 становника, а густина насељености је износила 63,68 становника/km². Општина се простире на површини од 15,2 km². Налази се на средњој надморској висини од 140 метара (максималној 147 m, а минималној 81 m).

## Демографија
| 1962. | 1968. | 1975. | 1982. | 1990. | 1999. | 2011. |
| ----- | ----- | ----- | ----- | ----- | ----- | ----- |
| 925   | 933   | 935   | 934   | 957   | 909   | 968   |

График промене броја становника у току последњих година